# 立鷹扁蚜
立鷹扁蚜（学名：Chaitoregma tattakana）为扁蚜科毛扁蚜屬下的一个种。